# Bhuntar
Bhuntar (hindi भुंतर) – miasto w północnych Indiach w stanie Himachal Pradesh, w zachodnich Himalajach.
Populacja miasta w 2001 roku wynosiła 5260 mieszkańców.